# Усатая колючая акула
 Усатая колючая акула (лат. Cirrhigaleus barbifer) — вид рода усатых колючих акул семейства катрановых акул отряда катранообразных. Обитает в юго-западной части Тихого океана на глубине до 650 м. Максимальный зарегистрированный размер 126 см. Размножается яйцеживорождением. Не представляет интереса для коммерческого рыболовства.

## Таксономия
Впервые научно вид описан в 1912 году. Ранее усатых колючих акул путали с Cirrhigaleus australis, чей ареал расположен южнее. Эти виды имеют морфологические и генетические отличия. У Cirrhigaleus australis сравнительно мелкие глаза, короче дорсально-каудальное расстояние и меньше грудные и спинные плавники, а также шипы у их основания. Голотип представляет собой самца длиной 85 см, обнаруженного на рынке в Токио, в настоящее время утрачен. Видовое название происходит от слова лат. barbus — «усик».

## Ареал
Усатые колючие акулы обитают в юго-западной части Тихого океана у побережья Японии, Тайваня и Индонезии. Эти акулы встречаются у дна в верхней части материкового и островного склона на глубине от 140 до 650 м.

## Описание
Максимальный зарегистрированный размер составляет 126 см. Тело коренастое. Ноздри обрамлены лоскутами кожи, образующими длинные усики. Рыло короткое и закруглённое. Губы тонкие. Верхние зубы немного меньше нижних. Как верхние, так и нижние зубы сцеплены между собой, образуя единую режущую поверхность, подобную лезвию. У основания спинных плавников имеются длинные выступающие шипы. Анальный плавник отсутствует. Верхние и нижние зубы одинакового размера. На хвостовом стебле имеются латеральные кили. Вентральная выемка на верхней лопасти хвостового плавника отсутствует. Окраска серо-коричневая, брюхо светлее. Каудальные края грудных и брюшных плавников имеют белую окантовку.

## Биология
Эти малоизученные акулы размножаются яйцеживорождением. В помёте до 10 новорожденных. Самцы и самки достигают половой зрелости при длине 86 и 92 см, соответственно. Рацион, вероятно, состоит из костистых рыб и беспозвоночных. Усики могут служить для обнаружения добычи на дне.

## Взаимодействие с человеком
Вид не представляет интереса для коммерческого промысла. Иногда в качестве прилова попадает в рыболовные снасти. Из-за длинных спинных шипов эти акулы могут запутаться в сетях и тралах. Данных для оценки Международным союзом охраны природы статуса сохранности вида недостаточно.